# William Cleary
William John Cleary Jr., detto Bill (Cambridge, 8 agosto 1934), è un ex hockeista su ghiaccio statunitense.

## Palmarès

### Olimpiadi invernali
- Oro a Squaw Valley 1960.